# Сесто Сан Ђовани
Сесто Сан Ђовани (итал. Sesto San Giovanni) је град у Италији, у регији Ломбардија, близу Милана. Према процени из 2010. у граду је живело 78.850 становника.

## Историја
Сесто Сан Ђовани је почео да се развија уочи индустријализације крајем 19. и почетком 20. века. Број становника се удвостручио између 1935. и 1961. године, када су се доселили емигранти из јужних делова Италије. Највиши број становника достигнут је током 1980-их, када је у граду живело око 95.000 становника.
1990-их град је доживео економску кризу када су се многе фирме затвориле. Међутим, економија се обновила отварањем нових фабрика. Број незапослених је данас низак.
Занимљиво је да град познат по надимку „италијански Стаљинград“ због традиционалне популарности Италијанске комунистичке партије.

## Становништво
Према процени, у граду је 2010. живело 81.130 становника.
| 1931.  | 1936.  | 1951.  | 1961.  | 1971.  | 1981.  | 1991.  | 2001.  | 2011.  |
| ------ | ------ | ------ | ------ | ------ | ------ | ------ | ------ | ------ |
| 29.705 | 35.905 | 45.027 | 71.497 | 92.053 | 95.833 | 86.721 | 78.850 | 76.514 |

Према подацима из 2006. године Састо Сан Ђовани има 81.032 становника. 9,52% становништва чине досељеници из Африке, Европе и Азије.

## Партнерски градови
- Терлици
- Сен Дени
- Лангенштајн
- Злин
- Горажде
- Гојанија
- Кампинас
- Санто Андре